# Калинина, Ида Павловна
И́да Па́вловна Кали́нина (21 октября 1926 — 5 февраля 2015) — советский и российский селекционер, специалист в области плодово-ягодных культур. Академик ВАСХНИЛ (1982, член-корреспондент с 1978), академик РАН (2013). Доктор сельскохозяйственных наук (1974). Профессор (1996).

## Биография
Родилась в г. Улала Ойротской автономной области (ныне — Горно-Алтайск, Республика Алтай). Окончила Московскую сельскохозяйственную академию им. К. А. Тимирязева (1951).
Работала младшим, старшим научным сотрудником, зав. отделом селекции, директором (1951—1973) Алтайской опытной станции садоводства (г. Горно-Алтайск). Директор (1973—1990), главный научный сотрудник отдела селекции и генетики (с 1990 г.) НИИ садоводства Сибири им. М. А. Лисавенко (г. Барнаул).
В 1986 году участвовала в работе 41-й сессии Генеральной ассамблеи ООН. Избиралась депутатом местных Советов народных депутатов (1955—1973), Совета Национальностей Верховного Совета СССР 8-11 созывов (1970—1989) от Горно-Алтайской АО, членом Комитета советских женщин (1983—1990), членом Совета защиты мира (1984—1990), председателем Алтайского краевого Комитета защиты мира (1970—1990). Являлась членом общественной женской палаты при Губернаторе Алтайского края с 2003 г. Избиралась членом президиума СО РАСХН, была членом редколлегии журналов «Садоводство», «Земля сибирская и дальневосточная», членом Госкомиссии по сортоиспытанию сельскохозяйственных культур РСФСР.
Соавтор более 150 сортов плодовых и ягодных культур — яблони, вишни, облепихи, смородины, калины, жимолости.
Похоронена на Власихинском кладбище в Барнауле.

## Награды
- орден «За заслуги перед Отечеством» IV степени (2009)
- орден Ленина (1970)
- Орден Октябрьской Революции (1972)
- 7 медалей СССР
- золотая медаль им. И. В. Мичурина
- медали ВДНХ
- Государственная премия СССР (1981)
- Заслуженный деятель науки РФ (1997)
- Почётный гражданин Алтайского края (2006)

## Основные труды
- Селекция яблони на Алтае: монография. — Барнаул, 1976, — 351 с.
- Облепиха (Е. И. Пантелеева) Достижения селекции плодовых культур и винограда. — М., 1983. — С. 177—189.
- Сады Алтая. — Барнаул, 1987. — 39 с.
- Система ведения садоводства и овощеводства в Алтайском крае / Соавт.: С. Н. Хабаров и др. — Новосибирск, 1992. — 88 с.
- Итоги и перспективы селекции плодовых и ягодных культур // Науч. основы садоводства Сибири. Новосибирск, 1996. С. 3-14.
- Плодовые, ягодные и декоративные культуры: Каталог / Соавт.: Е. С. Орехова и др. — Барнаул, 1997. — 24 с.
- Проблемы совершенствования сортимента яблони на Алтае // Вестн. РАСХН. 1999. № 4. С. 17-21.
- Помология. Сибирские сорта плодовых и ягодных культур XX столетия З. П. Жолобова, Н. В. Ермакова и др. — Новосибирск, 2006. — 586 с.
- Обладатель авторских свидетельств на 107 сортов плодовых и ягодных культур
- Селекция яблони на юге Западной Сибири: на зимостойкость, высокую урожайность, устойчивость к парше и повышенное качество плодов / З.С. Ящемская, С.А. Макаренко. Новосибирск, 2010. - 274 с.